# Iklad
Iklad là một thị trấn thuộc hạt Pest, Hungary. Thị trấn này có diện tích 11,21 km², dân số năm 2010 là 2133 người, mật độ 190 người/km².